# Iglesia de San Vicente Mártir (Villarrasa)
La Parroquia de San Vicente Mártir es un templo católico situado en la localidad de Villarrasa.

## Historia
En su construcción original, el templo es un edificio mudéjar del siglo XIV. A esta época corresponde la portada de los pies y el ojo de buey que se sitúa sobre ella.
Sufrió numerosos aditamentos en época barroca. El proceso reformador empezó en 1785, con la petición del párroco al arzobispado de la visita del maestro mayor de obras al templo ante el mal estado de la armadura. El encargado de la revisión es Antonio de Figueroa, que dictamina el buen estado general del templo con excepción de las bóvedas de las dos capillas de la cabecera, en estado cercano a la ruina. También optó por sustituir el cuerpo de campanas, de madera, por uno nuevo de obra. La intervención no arrancaría hasta 1798 debido a las trabas puestas por el Ayuntamiento de Villarrasa, que prefería la construcción de un nuevo templo en una ubicación más céntrica.
En 1792, Fernando Rosales proyecta una ampliación, con cabecera y crucero nuevos y el traslado del coro al porche del templo. A su lado se ubicarían dos capillas para la pila bautismal y los santos óleos. Sin embargo, el procurador mayor del arzobispado no autorizó la ampliación por los pies del edificio, por lo que únicamente se cegó la portada de este extremo para situar ante ella el coro.
En 1793 es requerido de nuevo Antonio de Figueroa ante la amenaza de ruina de la torre. Asimismo, diseña las nuevas portadas laterales al dificultar la escasa altura de las anteriores la salida de las procesiones. En esta intervención arregló también una alcantarilla aledaña al templo que, al atascarse, se desbordaba inundando la parroquia.
Tras el asalto en julio de 1936, al inicio de la Guerra Civil, perdió gran parte de su patrimonio y tuvo que ser reconstruida.

## Descripción
Al interior presenta tres naves, la central más alta y ancha que las laterales. La nave principal se cubre mediante artesa con tirantas mientras que las laterales tienen techumbre a una sola pendiente. El crucero, delimitado por cuatro arcos peraltados, se cubre con cúpula de media naranja. A cada una de las naves laterales se abre una capilla.
La torre se levanta junto a la cabecera del templo. La caña, lisa y encalada, se remata con cuerpo de campanas con vanos de medio punto flanqueados por pilastras pareadas y chapitel de azulejos.
La capilla mayor presenta un retablo con yeserías doradas sobre fondo jaspeado. Sobre la mesa de altar figura un pequeño crucificado de la primera mitad del siglo XVI. Del arranque de los arcos torales penden dos lámparas de plata, una del siglo XVIII y otra del XIX. Las pinturas que decoran el presbiterio son de Juan Montes.
La nave del Evangelio está presidida por el camarín de Jesús Nazareno, imagen de vestir de Antonio Castillo Lastrucci datada en 1940. Avanzando por la nave, el retablo de las Ánimas (Joaquín Moreno Daza, 1954) tiene una pintura de la Virgen del Carmen de Juan Montes, de 1954. En un sencillo altar recibe culto la Virgen de los Dolores, obra anónima sevillana del siglo XIX.
A esta nave se abre la capilla del Sagrario, cerrada con una reja de hierro de 1951. El retablo de madera dorada y jaspeada fue tallado por Joaquín Moreno Daza en 1956. La bóveda y los muros laterales se decoran con pinturas de Juan Montes.
La nave de la Epístola cuenta en su cabecera con el altar de la Inmaculada, cuyo camarín presenta una interesante decoración del siglo XVIII. La titular es una copia de la Cieguecita de Martínez Montañés labrada en los talleres salesianos de la Trinidad de Sevilla en 1958. El altar se completa con un imagen de San Vicente, del mismo obrador, pinturas de San Miguel y San Pancracio firmadas por J. Mate y una cruz de altar con una pintura de crucificado de finales del XVIII.
Avanzando hacia los pies de la nave se abre la capilla de San José, de planta cuadrada y bóvedas de arista con decoración vegetal pictórica. Tiene un retablo rococó con la imagen del titular. De vuelta a la nave, otro retablo alberga tres pequeñas tallas de interés: un San Rafael y una Virgen Niña de escuela sevillana de la primera mitad del siglo XVIII y la Virgen del Rosario, que aunque porta Niño Jesús y corona de plata de la misma época es una imagen de finales del XVI.
La capilla de los pies de la nave acoge la pila bautismal y una pintura mural del Bautismo de Cristo, de E. Gassin. Junto a la capilla se abre el sotocoro, con una imagen de San Sebastián del último tercio del siglo XVI.
Las dependencias interiores albergan un ramillete de imágenes de valor. En el salón parroquial, un dosel rococó del siglo XVIII alberga un Cristo crucificado. Del círculo de Alonso Cano es una talla del Niño Jesús. La Virgen del Rosario, San José y San Pascual Bailón son obras del siglo XVIII. De procedencia filipina es un crucificado de marfil realizado hacia 1675 clavado en una cruz de ébano con cantoneras de plata.
La orfebrería litúrgica del templo es de gran riqueza. Del siglo XVII se conservan una crismera, una cruz parroquial, incensario, naveta y cruz de altar en plata. También en este siglo se cincelan la custodia de asiento, un juego de cáliz, vinajeras y salvilla y dos blandones de plata con punzón de la Ciudad de México. Se relacionan con una donación efectuada por Pedro Ximénez Delgado en 1675 a la Virgen de los Remedios, patrona de la localidad. En 1716 se datan cuatro blandones de plata y cercano a esta fecha es el portapaz de plata con la imagen de San Vicente. La gran joya del tesoro parroquial, la cruz relicario de plata calada sobre terciopelo rojo, lleva la firma de Gómez y la fecha de 1746. En lo que resta de siglo XVIII llegarían un cáliz de plata dorada, un báculo, una campanilla de plata de José Alexandre o un ostensorio en forma de pelícano. La orfebrería neoclásica del siglo XIX queda representada por dos blandones de plata con los punzones de Manuel Palomino y García.